# Marcus Pomponius Matho (Prätor 204 v. Chr.)
Marcus Pomponius Matho (* 3. Jahrhundert v. Chr.) war ein römischer Beamter. Er war eventuell ein Sohn des gleichnamigen Konsuls aus dem Jahr 231 v. Chr. Sein Familienname gehörte zum plebejischen Geschlecht (gens) der Pomponier, das seine Abstammung auf einen direkten Nachfahren des sagenhaften zweiten Königs von Rom, Numa Pompilius, zurückführte. 
Von M. Pomponius Matho ist bekannt, dass er 207 v. Chr. das Amt eines plebejischen Ädilen bekleidete. Zwei Jahre später gehörte er einer Gesandtschaft an, die im delphischen Apollontempel ein Dankopfer darbrachte. In der Ämterlaufbahn (cursus honorum) aufgestiegen, übte er in der noch jungen römischen Provinz Sizilien im Jahr 204 v. Chr. die Praetur aus.
Im gleichen Jahr wurde der Prätor vom römischen Senat als Leiter einer Sonderkommission mit den Untersuchungen gegen den Feldherrn Publius Cornelius Scipio Africanus und seinem Legatus Quintus Pleminius in Unteritalien beauftragt. Die im Zweiten Punischen Krieg zu Hannibal übergelaufene Küstenstadt Lokroi war 205 v. Chr. von den Römern zurückerobert und besetzt worden. Unter dem rücksichtslosen und brutal gegen die Zivilbevölkerung vorgehenden Besatzungskommandanten Pleminius kam es auch zu gewaltsamen Auseinandersetzungen innerhalb der römischen Truppen. Hierbei geriet Scipio in Verdacht, als direkter Vorgesetzter seines Unterfeldherrn die Verbrechen aktiv gebilligt oder passiv geduldet zu haben.
Pomponius regelte die Verhältnisse vor Ort, stellte die öffentliche Sicherheit und Ordnung wieder her, um abschließend die ermittelten Beschuldigten der Rechtsprechung in Rom zu überstellen. Dem aus dem Ermittlungsverfahren unbelastet gebliebenen Scipio stand er, logistisch mit der Verschiffung von Truppen nach Afrika zur Bekämpfung Karthagos betraut, bis in das Jahr 202 v. Chr. unterstützend bei. Ein eventuell bestehendes verwandtschaftliches Verhältnis zwischen Pomponius und Scipio, aus der beifolgend eine Befangenheit des Pomponius als Untersuchungsleiter abgeleitet wird, ist in der modernen Forschung  Gegenstand kontroverser Diskussionen.
Weitere Informationen sind über Marcus Pomponius Matho nicht bekannt, so dass der Zeitpunkt und die näheren Umstände seines Ablebens offenbleiben müssen.